# 응우하인선군
응우하인선군(베트남어: Ngũ Hành Sơn / 郡五行山)은 베트남 남중부 지방 다낭의 군이다. 2003년을 기준으로, 응우하인선군은 인구 50,105명에 전체 면적 37 km2로 행정청은 다낭에 있다. 응우하인선군에는 이 곳에 위치한 산인 응우하인선(오행산, 五行山)에서 유래된 이름이다.

## 행정 구역
4개의 프엉(坊)으로 구성되어 있다.
- 미안 (Mỹ An / 美安)
- 쿠이미 (Khuê Mỹ / 奎美)
- 호아꾸이 (Hòa Quý / 和貴)
- 호아하이 (Hòa Hải/ 和海)

## 명소
- 응우하인선: 오행산이라고 불리는 응우하인선군의 지명이 된 산.
  - 낌선 (Kim Sơn 金山)
  - 목선 (Mộc Sơn 木山)
  - 투이선 (Thuỷ Sơn 水山)
  - 호아선 (Hỏa Sơn 火山)
  - 토선 (Thổ Sơn 土山)
- 박미안 해변 (Bắc Mỹ An, 北美安)
- 논느억 해변 (bãi biển Non Nước)
- 미케 해변 (Bãi biển Mỹ Khê) (엄격히 얘기하면 선짜군에 위치)

## 숙박
- 멜리아리조트 다낭
- 센타라 샌디비치 리조트 다낭
- 쉐라톤 그랜드 다낭 리조트
- 나만 리트리트 리조트
- BRG 다낭 골프 리조트

## 갤러리

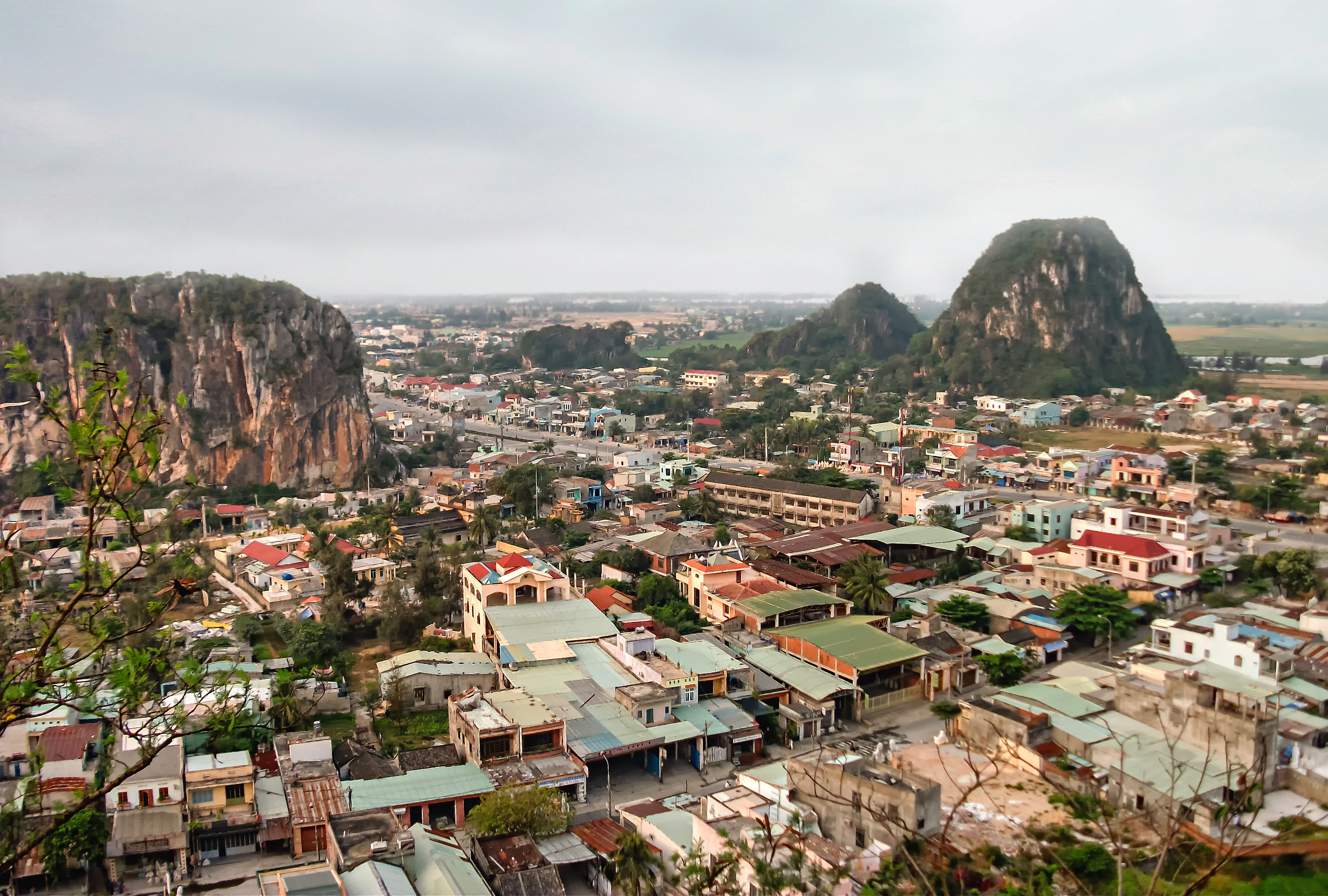
응우하인선
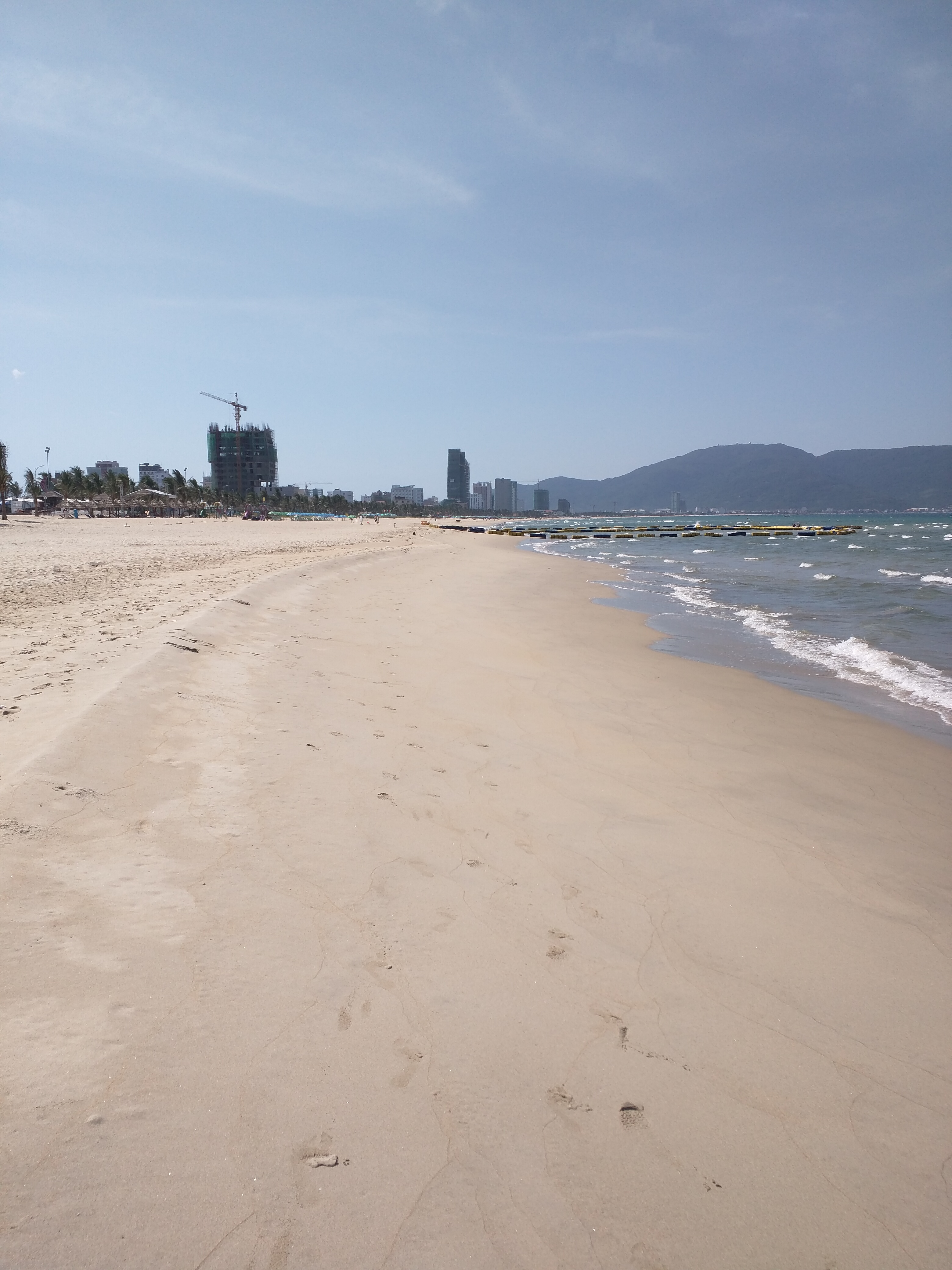
박미안 해변
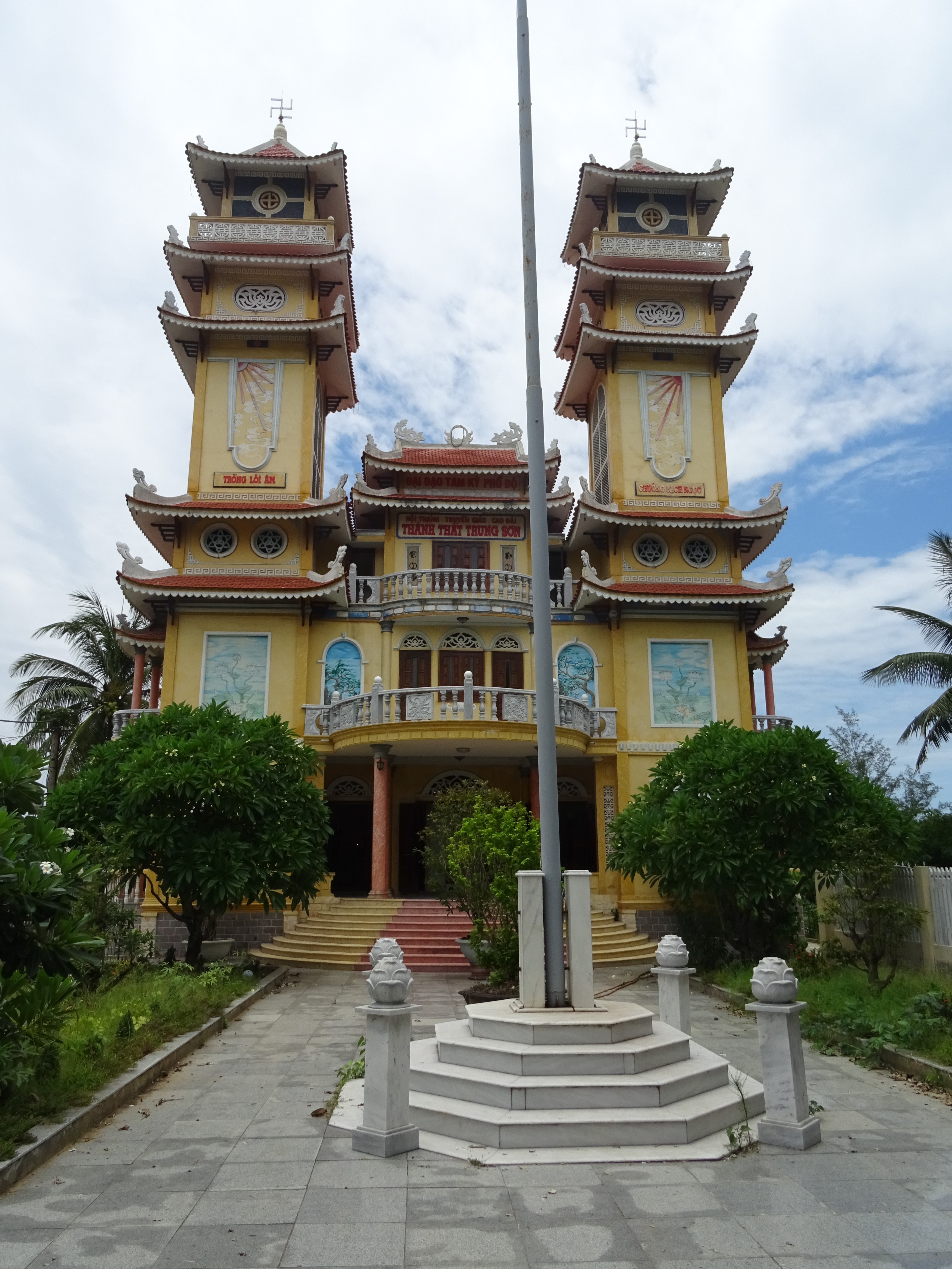
타인텃 쭝선
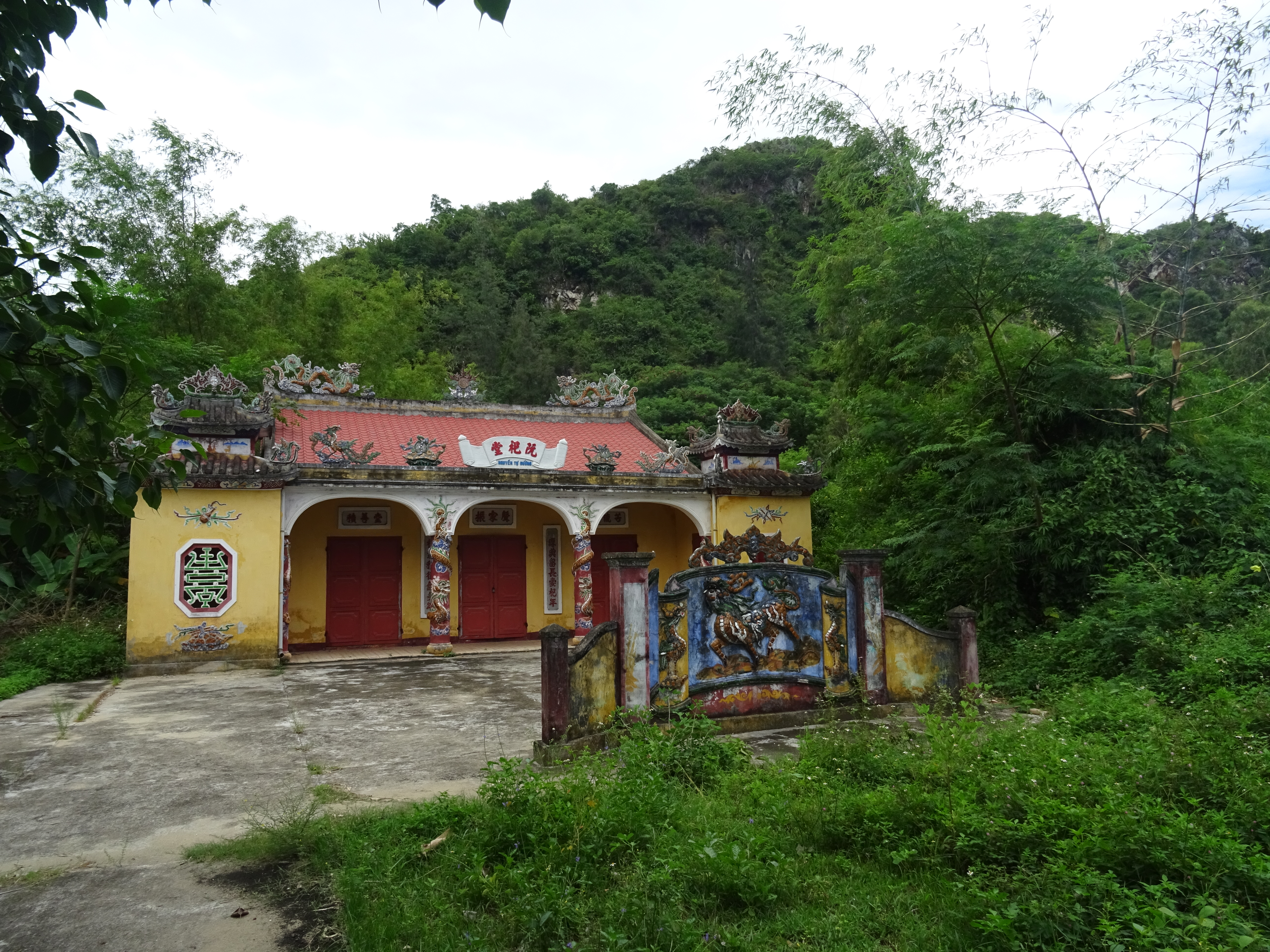
토선 주변의 암자